# Ahmed ibn Ridwan
Ahmed ibn Ridwan fou un funcionari otomà que va exercir com a sandjakbegi de Gaza durant trenta anys (1570-1600). Mercès a les seves relacions amb el govern otomà va aconseguir que el seu fill Suleyman fos nomenat sandjakbegi de Jerusalem, i el seu germà sandjakbegi de Nablus. Tot i governar Gaza va residir a Damasc i fou un mecenes de poetes i artistes. Es va retirar el 1600 i va morir el 1606.